# Met de nachtmaar getrouwd

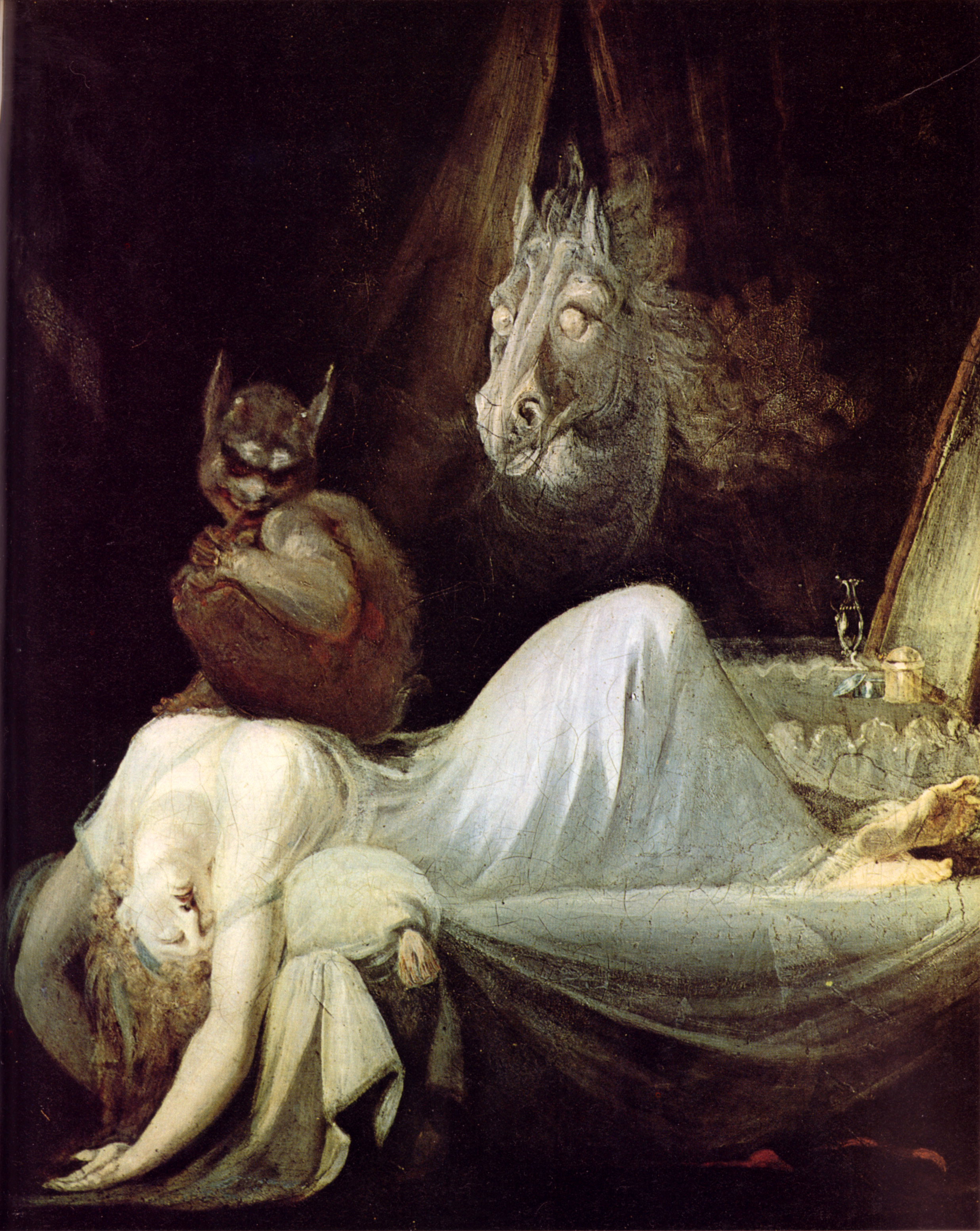
Nachtmerrie, John Henry Fuseli, 1802

Met de nachtmaar getrouwd is een volksverhaal uit Nederland.

## Het verhaal
Geen hoefijzer aan de muur, roodgeschilderd kruis of gevilde paardenkop op de gevel hielp; elke ochtend weer staan de paarden van een boer nat van het zweet en verwilderd in de stal. De boer weet dat ze 's nachts door de nachtmaar worden bereden; ze vermageren zienderogen, de poten staan naar binnen gedraaid en ze hebben knopen in hun manen en staarten.
De boer heeft zelfs de toverspreuk "nachtmaar jij lelijk dier, blijf vanavond ver van hier, alle wateren moet je waden, alle bomen moet je ontbladeren, alle grasjes moet je tellen, kom mij deze nacht niet kwellen" uitgesproken, maar ook dat hielp hem niet. Hij heeft er genoeg van en blijft op een nacht wakker, hij stopt alle kiertjes dicht en laat de staldeur open staan. Hij verstopt een kaars onder een melkemmer en middernacht hoort hij hoefgetrappel. Hij gooit de staldeur dicht, maar hoort de lach van de nachtmaar al buiten.
De boer beseft dat hij het gaatje van de deurklink vergeten is en de volgende dag stopt hij een pluk vlas in het gat. Hij sluit de nachtmaar binnen en ze vraagt haar vrijheid terug. De boer wil weten of de nachtmaar een geest of een beest is en haalt de emmer van de kaars. Hij ziet een mooie jonge vrouw en hij dwingt haar bij hem te blijven. Ze doet haar werk met grote toewijding en moet 's nachts bij de boer in bed slapen, omdat hij bang is dat ze anders de paarden berijdt.
Al snel neemt hij haar tot vrouw en ze is een voorbeeldige boerin. Iedereen praat vol lof over haar. Ze krijgen drie kinderen, maar de vrouw houdt haar gevoelens verborgen; ze wordt onrustig als de wind door de schoorsteen waait en wil graag omhoog vliegen. Ze kan echter haar kinderen niet meenemen. Als de kinderen groot geworden zijn, ontwortelt de bliksem op een zomeravond een eeuwenoude eik. Een groep maren zweeft naar de aarde en wenken de vrouw. Ze vliegt mee, maar elke zaterdagavond keert ze terug naar de aarde. Ze verschoont het gezin, karnt de boter en bereidt het zondagsmaal. Ze doet dit tot haar kinderen zijn getrouwd en haar man is gestorven.

## Achtergronden
- De nachtmaar kan zich veranderen in een kever of muis en kan zo door de kleinste kiertjes.
- Een oud volksgeloof schrijft voor gerstkorrels (een soort graan) rond het bed te strooien. De maar of merrie had het dan veel te druk met het tellen van die korrels en lette nergens anders meer op. Zie ook nachtmerrie.
- Frau Trude was in een deel van Duitsland de naam voor een nachtgeest die de nachtmerries veroorzaakte. Zie ook het sprookje Vrouw Trui. Ook Perchta brengt nachtmerries. Zie ook Morrigan.
- Middernacht is het spookuur, zie ook spook.
- Men stelde het dier vaak voor als een aapachtig wezen wat op de borst van de slapende zat.
- Men kon zich tegen een nachtmaar beveiligen door schoenen omgekeerd voor het bed te zetten. Ook een hoefijzer aan de muur of maretakken (om weg te jagen en zo het vee vruchtbaar te houden) hadden een bezwerende werking. De maretak wordt aan de balken van stallen gehangen; het diende om de mare (wat heks, spook of nachtmerrie betekent) weg te houden. Zie ook bijgeloof.
- De vereniging tussen mens en geestenwereld komt vaker voor in de literatuur, bijvoorbeeld bij zeemeerminnen.
- Vergelijk De heks uit de grot, ook deze vrouw verdwijnt bij donder.
- Zie ook hoefijzers in het bijgeloof, witte wieven en kabouter.